# 圣于连迪图尔内勒
圣于连迪图尔内勒（法語：Saint-Julien-du-Tournel，法語發音：[sɛ̃ ʒyljɛ̃ dy tuʁnɛl]）是法国洛泽尔省的一个旧市镇，属于芒德区。

## 地理
圣于连迪图尔内勒（44°30'3"N, 3°41'3"E）面积36.57 平方千米，位于法国奧克西塔尼大區洛泽尔省，该省份为法国南部内陆省份，北起上盧瓦爾省和康塔爾省，西接阿韦龙省，南至加尔省，东临阿尔代什省。
与圣于连迪图尔内勒接壤的市镇（或旧市镇、城区）包括：阿朗、贝尔沃泽、勒布莱马尔、马斯多西耶尔、圣艾蒂安-迪瓦尔多内、拉尼埃若尔、沙德内、巴尼奥勒莱班。
圣于连迪图尔内勒的时区为UTC+01:00、UTC+02:00（夏令时）。

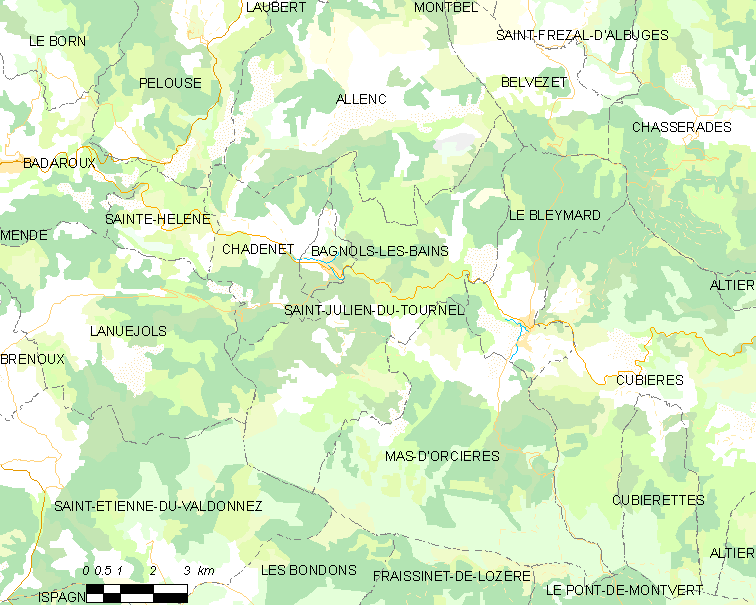
圣于连迪图尔内勒的OSM定位图

## 行政
圣于连迪图尔内勒的邮政编码为48190，INSEE市镇编码为48164。

## 政治
圣于连迪图尔内勒所属的省级选区为圣艾蒂安-迪瓦尔多内县。

## 人口

1962-2008年间圣于连迪图尔内勒人口变化图示

圣于连迪图尔内勒于2018年1月1日时的人口数量为134人。